# Cửa Thuận An

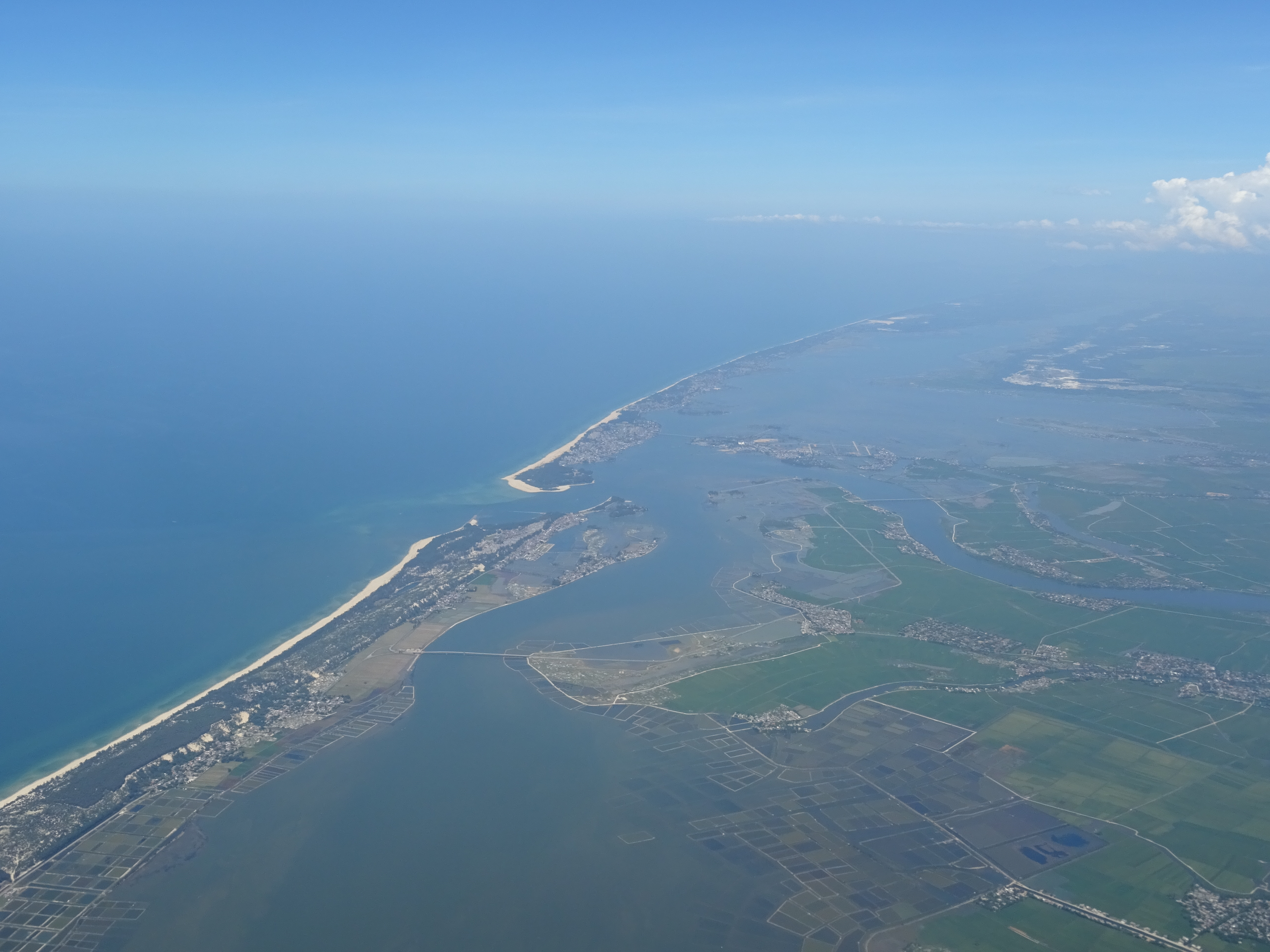
Phá Tam Giang và Cửa Thuận An nhìn từ trên cao

Cửa Thuận An, trước còn được gọi là cửa Eo, cửa Nộn là một cửa biển quan trọng ở miền Trung Việt Nam, thuộc thành phố Huế. Cửa này là thủy lộ chính thông sông Hương qua phá Tam Giang ra Biển Đông. Vì là nút giao thông nối liền vùng cận duyên và lưu vực sông Hương, cửa Thuận An đóng vai trò trọng yếu đối với cố đô Huế về mặt chiến lược, thương mại, cũng như kinh tế.

## Địa lý

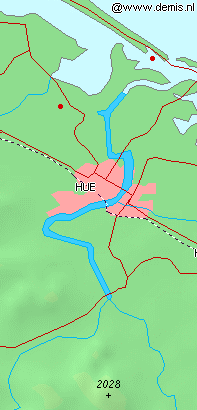
Hạ lưu Sông Hương với thành phố Huế, phá Tam Giang, và cửa Thuận An thông ra Biển Đông (góc phải phía trên)

Cửa Thuận An cách thành phố Huế 15 km về phía đông bắc.

## Lịch sử
Thư tịch sử Việt nhắc đến cửa Thuận An với tên cửa Eo như trong Đại Việt sử ký toàn thư ghi năm Giáp Thân (1404) đời Nhà Hồ cửa biển Hóa Châu mở ra ở làng Hòa Duân. Địa danh này còn có khi mang tên Yêu Hải môn, Noãn Hải môn, và Nhuyễn Hải môn. Song tùy thuộc vào thủy văn, cửa Eo di dịch vị trí ít nhiều cũng như mở và đóng nhiều lần.
Sau khi Nhà Nguyễn định đô ở Huế, triều Gia Long năm 1813 triều đình cho xây đồn Trấn Hải phòng ngự cửa biển; đời sau bố trí thêm tổng cộng 99 cỗ súng đại bác trên pháo đài. Địa danh Thuận An thì đến triều Minh Mệnh vua Minh Mạng mới đặt cho.
Tháng Tám năm 1883 quân Pháp mở cuộc tấn công cửa Thuận An. Thành Trấn Hải thất thủ sau trận hỏa pháo dữ dội từ chiến thuyền Pháp; mất tiền đồn bảo vệ, kinh thành Huế bị uy hiếp khiến triều đình Nhà Nguyễn bị buộc phải ký Hòa ước Quý Mùi, công nhận nền bảo hộ của Pháp trên toàn cõi Việt Nam.
Năm 1904 sau một trận lũ lớn cửa Eo bị cát bồi, cạn nhiều gần như không thông ra biển nữa nên địa điểm đó có tên là cửa Lấp. Ngược lại, một cửa biển nữa mở ra từ năm 1897 thuộc làng Thái Dương Hạ, huyện Phú Vang gọi là cửa Sứt, và địa danh Thuận An được chuyển đến đó cho dù đây không phải là cửa Thuận An của đầu thế kỷ XIX.
Biến đổi bờ biển vẫn tiếp diễn khiến diện mạo Thuận An tùy thuộc vào thời tiết và thủy triều.
Bờ cát của biển Thuận An nay được nhiều du khách ghé chơi và tắm biển.

## Giá trị văn hóa
Vua Nhà Nguyễn coi cửa Thuận An là một vị trí trọng yếu nên "Thuận An hải khẩu" được vua Minh Mạng truyền cho chạm vào Nghị đỉnh, tức một trong chín đỉnh đồng lớn ở Thế miếu. Vua Thiệu Trị thì liệt Thuận An là một trong 20 thắng cảnh ở kinh thành Huế.